# نیکولاس بیدل
نیکلاس بیدل (Nicholas Biddle)‏ (۲۷ فوریه ۱۸۴۴–۸ ژانویه ۱۷۸۶)، از سرمایه‌گذاران آمریکایی بود که به عنوان سومین و آخرین نفر، ریاست بانک دوم این کشور را بر عهده داشت (فعالیت رسمی این بانک طی سال‌های ۱۸۱۶–۱۸۳۶ بود). بیدل در دوران حیاتش به عنوان سردبیر، دیپلمات، نویسنده و سیاستمدار نیز مشغول به کار شد و در هر دو مجلس قانون‌گذاری ایالت پنسیلوانیا خدمت کرد. البته او را بیشتر به این عنوان می‌شناسند که در مناقشه سیاسی موسوم به نبرد بانکی از مخالفان سرسخت و جدی اندرو جکسون بوده‌است.
نیکولاس جوان که در خانواده سرشناس بیدل از اهالی فیلادلفیا متولد شده بود برای بسیاری از چهره‌های صاحب منصب از جمله جان آرمسترانگ جونیور و جیمز مونرو کار کرد. به علاوه، در مجلس قانون‌گذاری پنسیلوانیا در برابر انتقادات ناشی از باورهای جفرسونی به دفاع از کارایی و مزیت وجود یک بانک ملی پرداخت. از سال ۱۸۲۳ تا ۱۸۳۶، بیدل ریاست بانک دوم را عهده‌دار بود و درست در همین زمان با هدف جلوگیری از بروز بحران اقتصادی، او کنترل ذخیره پول ملی و نرخ سود را در دست گرفت.
به تشویق هنری کِلِی و سهامداران اصلی بانک دوم، بیدل در سال ۱۸۳۲ لایحهٔ تمدید مجوز فدرال این بانک را تقدیم کنگره کرد. این موضوع به تصویب کنگره رسید و سپس به دفتر اندرو جکسون ارسال شد. جکسون که با اغلب بانک‌ها خصومت عمیقی داشت، این مصوبه را وتو کرد و بدین‌ترتیب با ورود به یک مناقشهٔ سیاسی عظیم موسوم به نبرد بانکی، به تنش‌ها دامن زد. به محض اینکه جکسون سپرده‌های دولتی را از بانک دوم به سایر بانک‌ها منتقل کرد، بیدل اقدام به افزایش نرخ بهره نمود و متعاقب آن یک رکود اقتصادی نسبی شکل گرفت. مجوزِ فدرال بانک دوم در سال ۱۸۳۶ از درجه اعتبار ساقط شد ولی این بانک به واسطه مجوز صادره از ایالت پنسیلوانیا به فعالیت خود ادامه داد تا اینکه سرانجام در سال ۱۸۴۱ به‌طور کامل منحل شد.

## اجداد و اوان زندگی
نیکلاس در تاریخ ۸ ژانویه ۱۷۸۹ در ایالت پنسیلوانیا و در یک خانواده سرشناس اهل فیلادلفیا متولد شد. اجداد خانواده بیدل به همراه ویلیام پن که از زمین‌داران معروف کوئیکر بود، به مستعمره پنسیلوانیا مهاجرت کردند و بعدها در سلسله مبارزات استعماری پیش از انقلاب حضور یافتند. نیکلاس جوان تحصیلات مقدماتی خود را در یک مؤسسه آموزشی در فیلادلفیا سپری کرد؛ پیشرفت او در آنجا چنان سریع بود که توانست خود را به گروه فارغ‌التحصیلان ۱۷۹۹ دانشگاه پنسیلوانیا برساند. بیدل در سیزده سالگی کلیه دروس را با موفقیت پشت سر گذاشته بود ولیکن به دلیل سن و سالی که داشت، اجازه فارغ‌التحصیلی به وی ندادند. به همین دلیل والدینش او را به پرینستون فرستادند (که بعدها «کالج نیوجرسی» نام گرفت). او به عنوان دانشجوی سال دوم به آنجا رفت و در سال ۱۸۰۱ با درجهٔ ممتازی فارغ‌التحصیل شد؛ در واقع این نخستین افتخار زندگیش بود که آن را با تنها رقیب همکلاسیش سهیم شد.
بیدل حتی پیش از اینکه تحصیلاتش را در رشته حقوق به پایان برساند، پیشنهاد کار رسمی دریافت کرد. او به عنوان منشی در خدمت یکی از افسران سابق جنگ استقلال آمریکا و نمایندهٔ کنگره قاره‌ای یعنی جان آرمسترانگ جونیور بود. وی در سال ۱۸۰۴ به خارج از کشور رفت و درست زمانی در پاریس حضور داشت که ناپلئون بناپارت در مسند امپراتور، امپراتوری جدید فرانسه تاجگذاری کرد. پس از آن با حضور در فرایند حسابرسی معامله خرید لوئیزیانا، نخستین تجربه خود را در امور مالی کسب کرد. وی درمقام منشی شخصی جیمز مونرو، رایزن ایالات متحده آمریکا در دربار سنت جیمز، سفرهای فراوانی به سراسر اروپا داشت. در بریتانیای کبیر، او با اساتید دانشگاه کمبریج در رابطه با مقایسه گویش معاصر یونان و گویش هومری به بحث و تبادل نظر پرداخت؛ این گفتگو مورد توجه مونرو قرار گرفت.
در ۱۸۰۷، بیدل به سرزمین آبا و اجدادیش در فیلادلفیا بازگشت. او به وکالت و نوشتن مشغول بود و برای نشریات مختلف مقالاتی در حوزه‌های گوناگون و به ویژه هنرهای زیبا می‌نوشت. بیدل کمک ویراستار نشریه ادبی با نام پورت-فولیو شد که از سال ۱۸۰۶ تا ۱۸۲۳ منتشر می‌شد. هنگامی که ویراستار نشریه، جوزف دِنی، در سال ۱۸۱۲ از دنیا رفت، بیدل مسئولیت امور مجله را بر عهده گرفت و در خیابان هفتم، جایی در نزدیکی خیابان اسپروس ساکن شد. درست همان سال، وی به عضویت انجمن فلسفی آمریکا درآمد.

## بانک ایالات متحده آمریکا

### سال‌های نخست
بیدل پس از اینکه به مجلس سنای ایالات پنسیلوانیا راه یافت، برای راه‌اندازی دوباره بانک اول ایالات متحده آمریکا شروع به اعمال نفوذ کرد. در واقع در آن زمان نخستین نطق مهم او که پیرامون همین موضوع بود، مورد توجه عموم قرار گرفت و تحسین فراوان دادستان کل، جان مارشال وسایر رهبران افکار عمومی را برانگیخت.
بانک اول در سال ۱۷۹۱ و در طول دوره ریاست جمهوری جورج واشینگتن تأسیس شد. کنگره در سال ۱۸۱۱ از تصویب دوباره مجوز بیست‌ویک ساله آن امتناع کرد و در نتیجه درهای بانک اول برای همیشه بسته شد. با بروز مشکلات اقتصادی، فشارهای مالی و دشواری‌هایی که در تأمین مالی دولت فدرال در طول جنگ ۱۸۱۲ وجود داشت، کنگره و رئیس‌جمهور در سال ۱۸۱۶ مجوز بیست‌و یک ساله دیگری به بانک دوم آمریکا اعطا کردند. بانک دوم از بسیاری جهات نسخه سامان یافته و احیا شدهٔ بانک اول محسوب می‌شد.

## خانواده
چارلز، پدر نیکلاس، به واسطه تعهدش به آرمان استقلال آمریکا و همراهی با بنجامین فرانکلین در شورای عالی اجرایی پنسیلوانیا، چهره بسیار برجسته‌ای به‌شمار می‌رفت. عمویش، نیکلاس بیدل (۱۷۵۰–۱۷۷۸) که هم‌نام او بود، از قهرمانان نیروی دریایی بود که جان خود را در جنگ استقلال آمریکا از دست داد. عموی دیگرش، ادوارد بیدل، از اعضای نخستین کنگره قاره‌ای در سال ۱۷۷۴ بود.
در سال ۱۸۱۱، بیدل با جین مارگارت کریگ (۱۷۹۳–۱۸۵۳) ازدواج کرد. این زوج صاحب شش فرزند شدند؛ چارلز جان بیدل که به خدمت ارتش آمریکا و مجلس نمایندگان این کشور درآمد. ادوراد سی. بیدل (۱۸۱۵–۱۸۷۲) که اواخر دهه ۱۸۳۰ همراه پدرش، نیکلاس، به تجارت بین‌المللی پنبه مشغول بود.
نیکلاس برادر کوچکتری به نام توماس بیدل داشت که از کهنه‌سربازان جنگ ۱۸۱۲ بود و به سمت نماینده دولت در امور بازنشستگی و ریاست شعبه سنت لوئیس بانک دوم در ایالت میزوری منصوب شد. در اوت ۱۸۳۱، توماس با اسپنسر پتیس که از نمایندگان میزوری بود، دوئل کرد. این دوئل در بلادی آیلند، جایی در میانه رودخانه می‌سی‌سی‌پی ودر نزدیکی سنت لوئیس برگزار شد. از آنجاییکه توماس نزدیک‌بین بود، آنها از فاصله نزدیک و بسیار خطرناک حدود یک و نیم متری به یکدیگر شلیک کردند. پتیس در عرض چند ساعت از دنیا رفت ولی توماس سه روز بعد تسلیم جراحاتش شد. در واقع می‌توان گفت دلیل اصلی برگزاری این دوئل، انتقاد پتیس از مدیریت نیکلاس در بانک و متعاقبش دفاع توماس از برادرش بود. پس از رد و بدل کردن نامه‌هایی با سردبیر یک روزنامه، بیدل به دیدار پتیس در اتاق هتل محل اقامتش رفت و با او که بیمار بود شدیداً برخورد کرد. پتیس بهبود یافت و سپس توماس را به دوئل دعوت کرد. نباید توماس بیدل را با پسر عموی دومش، توماس بیدل که اهل فیلادلفیا و یکی از دلالان معروف ارز بود، اشتباه گرفت.

## ارجاعات
1. ↑  Campbell, Stephen W. (February 1, 2021). "Nicholas Biddle". The Economic Historian. Retrieved May 14, 2021.
2. ↑  Hammond 1957, pp. 302-310.
3. ↑  Govan 1959, pp. 88-99.
4. ↑  Knodell 2016, pp. 2–4.
5. ↑  Campbell 2019, p. 63–92.
6. 1 2 3 4 5 6 7  Wilson & Fiske 1900.
7. 1 2  Hammond 1957, p. 287.
8. ↑  Lawmaking and Legislators in Pennsylvania, vol. 3, p. 338
9. ↑  Hammond 1957, p. 288.
10. ↑  "APS Member History". search.amphilsoc.org. Retrieved April 2, 2021.
11. ↑  Govan 1959, pp. 28–34.
12. ↑  Biddle 2021, p. 11.
13. ↑  Lawmaking and Legislators in Pennsylvania, vol. 3, pp. 337–351
14. ↑  University of Delaware: Biddle family papers
15. ↑  Kilbourne Jr. 2006, p. 90.
16. ↑  Campbell 2019, pp. 61–63.
17. ↑  Crack of the Pistol: Dueling in 19th Century Missouri – sos.mo.gov – Retrieved March 5, 2008
18. ↑  Howard Bodenhorn, State Banking in Early America: A New Economic History (New York: Oxford University Press, 2003) p. 251